# Comuna Ivailovgrad, Haskovo
Obștina Ivailovgrad (județul Ivailovgrad) este un județ în regiunea Haskovo din Bulgaria.

## Demografie
Componența etnică a comunei Ivailovgrad
     Turci (6,41%)
     Nicio identificare (18,42%)
     Bulgari (73,74%)
     Romi (0,84%)
     Altele (0,57%)
La recensământul din 2011, populația comunei Ivailovgrad era de 6.426 locuitori. Din punct de vedere etnic, majoritatea locuitorilor (73,74%) erau bulgari, cu o minoritate de turci (6,41%). Pentru 18,42% din locuitori nu este cunoscută apartenența etnică.